# Anne de Forez
 (juillet 2019).
Si vous disposez d'ouvrages ou d'articles de référence ou si vous connaissez des sites web de qualité traitant du thème abordé ici, merci de compléter l'article en donnant les références utiles à sa vérifiabilité et en les liant à la section « Notes et références ».
Anne Dauphine d'Auvergne, comtesse de Forez, née en 1358, morte le 22 septembre 1417 à Cleppé (Loire) et inhumée dans la prieurale de Souvigny, près de Moulins, aux côtés de son époux Louis II de Bourbon, est la fille de Béraud II d'Auvergne, dauphin d'Auvergne, et de Jeanne de Forez.
Anne appartient à la maison d'Auvergne, à celle d'Albon par sa mère, et par mariage elle entre dans la maison de Bourbon.

## Famille
À la suite du contrat du 4 juillet 1368 à Montbrison et de la dispense papale du 15 septembre 1370, elle épousa le 19 août 1371 Louis II (1337-1410), duc de Bourbon, et eut :
- Catherine (1378 - † jeune)
- Jean Ier (1381-1434), duc de Bourbon
- Isabelle (1384 - † après 1451)
- Louis, seigneur de Beaujolais (1388-1404)

En 1372, son oncle maternel Jean II, comte de Forez, mourut sans enfants et elle hérita du comté.

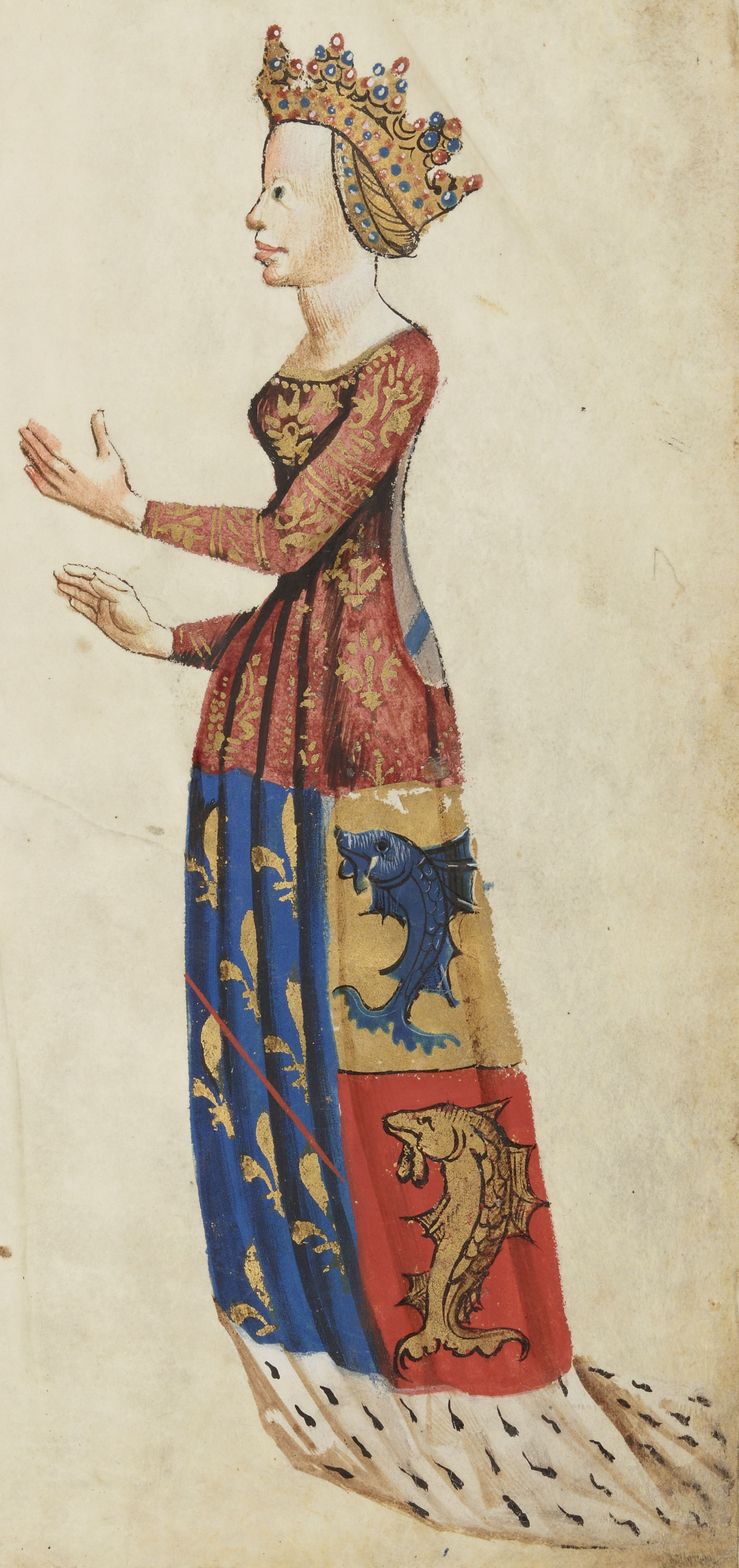
Anne d'Auvergne, épouse de de Bourbon.